# Магонсет
Магонсет (также известен как Западный Хекани и Вестерна) был зависимым от Мерсии англосаксонским королевством. Его территория совпадала с епархией Херефорда.
Бриттское королевство Пенгверн было завоёвано Освиу из Нортумбрии в 656 году, когда Мерсия подчинялась Нортумбрии. Западный Пенгверн был тогда оккупирован англами. Одни из них обосновались в древнеримском городе Магна или, по древневаллийски, Кэр-Магон, современный Кенчестер близ Херефорд.
Зависимое королевство Западных Хекани существовало в конце VII и начале VII веков. Известны три правителя: Меревал, Мильдфрит и Меркхельм. К концу VII века королевство, по-видимому, было снова включено в Мерсию, возможно, с названием Вестерна, став позже известным как Магонсет к IX веку.
Более мелкие зависимые племена магонсетов включали темерсетов близ Херефорда и халсетов близ Ладлоу.

## Имя
Этимология Magonsæte происходит от приставки Magon-, которая возникла от названия римского города и суффикса -sæte, который был широко распространён для обозначения подобных государственных образований и переводился как «жители».